# Helmholtzresonator

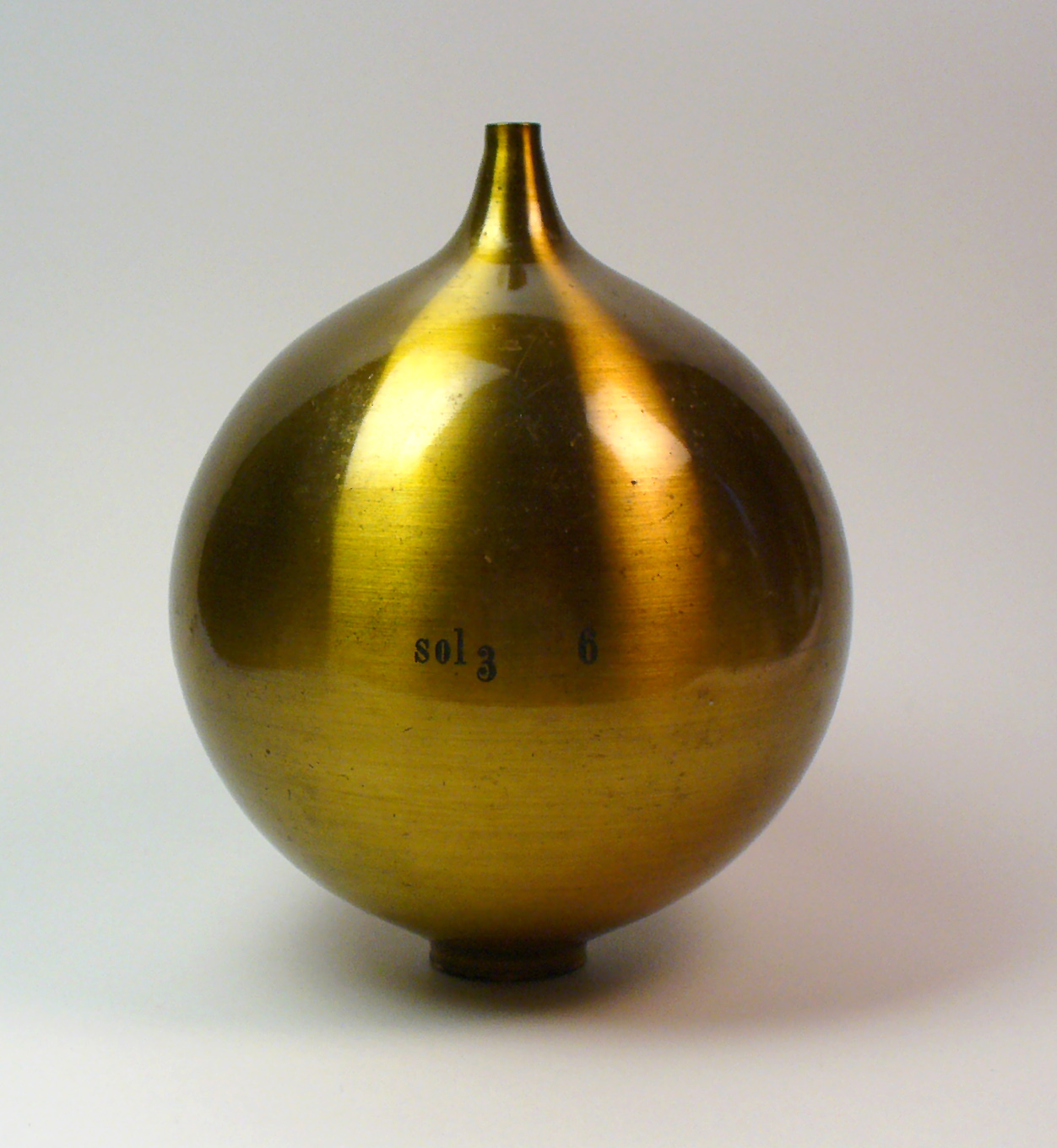
Bronzen Helmholtzresonator
(Foto: Physics Dept, Case Western Reserve University)

Een helmholtzresonator is een akoestische resonator die bestaat uit een volume lucht (of ander gas) dat via een opening in een (prismatisch) kanaal (ook wel de hals of poort genoemd) in verbinding met de buitenlucht staat. Als de opening wordt getroffen door een geluidsgolf ontstaat er een veranderlijke overdruk aan de ingang van de hals. De massa van het gas in de hals wordt onder invloed van die overdruk heen en weer bewogen en zal het grotere volume gas in de holte, net zoals een veer, doen comprimeren en expanderen. Bij een bepaalde frequentie van de geluidsgolf treedt er resonantie op.
De resonator is dus te beschouwen als een trillingsysteem waarbij het afgesloten volume een veer is en de massa van de lucht in de hals als bewegende massa beschouwd kan worden. Zonder het toepassen van de nodige correcties op het beschreven systeem vindt men voor de resonantiefrequentie f0 in Hz:

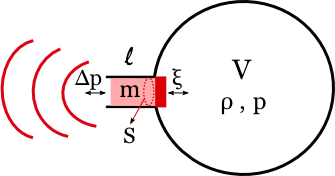
Schematische voorstelling van een Helmholtzresonator

{\displaystyle f_{0}={\frac {c}{2\pi }}{\sqrt {\frac {S}{Vl}}}.}
Hierin is:
c de geluidssnelheid in het gas (in lucht ca. 343 meter/seconde bij 20 graden Celsius)
S het oppervlak van de opening in m²
l de lengte van de hals in m
V het afgesloten volume in m3
De helmholzresonator is genoemd naar Hermann von Helmholtz.

## Overeenkomst tussen de berekende en de waargenomen resonantiefrequenties
De afwijking tussen de resonantiefrequenties, berekend op basis van de bovenstaande formule en de werkelijk waargenomen resonantiefrequenties 
ligt tussen de 10 en de 20% en vergroot nog wanneer de lengte van de hals kleiner wordt. Uit de formule leren we immers dat de resonantiefrequentie zeer groot wordt wanneer de lengte van de hals {\displaystyle l} zeer klein wordt.
Voor een volume V = 1  liter en een hals met een cirkelvormige doorsnede met straal R = 1,3 cm en een lengte van 1 mm is de berekende resonantiefrequentie gelijk aan 1258 Hz terwijl de waargenomen frequentie slechts 281 Hz bedraagt.
De voornaamste reden voor deze afwijking ligt in het feit dat de massa van de lucht die in beweging is groter is dan deze van de lucht aanwezig in de hals. Dit vertaalt zich een effectieve lengte van de hals die groter is dan de geometrische. Er dienen dus eindcorrecties te worden aangebracht. Voor een hals met een cirkelvormige doorsnede met straal {\displaystyle R} eindigend in een wand bedraagt deze correctie {\displaystyle 8R/3\pi \approx 0,85R} en voor een hals met open einde (dus zonder wand) bedraagt deze correctie {\displaystyle 0,6133R}. De effectieve lengte {\displaystyle L_{eff}} van de hals is gelijk aan de som van de geometrische lengte {\displaystyle l} en deze correctie.
Voor een resonator met een hals met open einde waarvan de opening aan het andere einde eindigt in een wand bekomt men voor de effectieve lengte {\displaystyle L_{eff}=l+1,46R}.
De bovenstaande formule moet in dat geval dan ook vervangen worden door:
{\displaystyle f_{0}={\frac {c}{2\pi }}{\sqrt {\frac {S}{VL_{eff}}}}={\frac {c}{2\pi }}{\sqrt {\frac {S}{V(l+1,46R)}}}} met {\displaystyle S=\pi R^{2}}

## Toepassingen

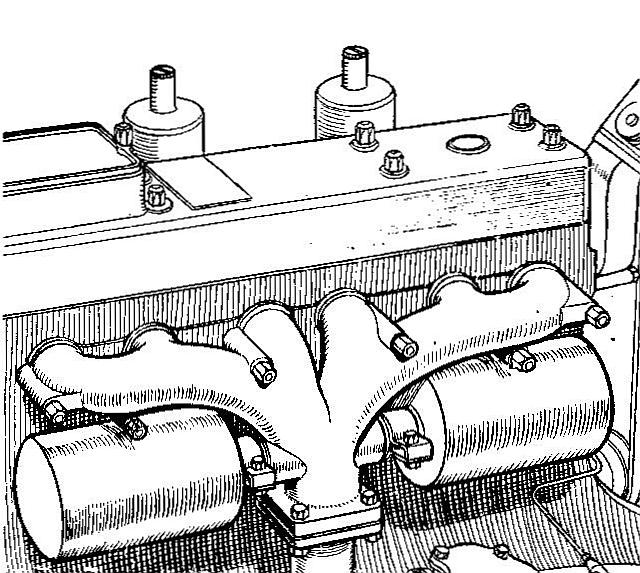
Helmholtzresonators gekoppeld aan de uitlaat van een verbrandingsmotor

- In luidsprekerboxen wordt de helmholtzresonator toegepast om het weergavebereik naar de lage tonen uit te breiden, dit worden basreflexboxen genoemd. Bij de meeste basreflex boxen is V gelijk aan de totale inhoud van de luidsprekerkast. Maar in bijvoorbeeld de Elipson 1303 luidsprekerbox wordt voor de Helmholtzresonator een aparte ruimte binnen de luidsprekerbox toegepast.
- Helmholtzresonantie is ook werkzaam bij de klankkast van snaarinstrumenten. Bij de viool wordt de laagste resonantie A0, die gelegen is rond de 270 Hz, veroorzaakt door de combinatie van de ingesloten lucht in de klankkast en de beide {\displaystyle \int }-openingen in het bovenste klankbord. Deze resonantie benadrukt de geluidssterkte van de laagfrequente trillingen van de snaren G en D.[4] Andere resonanties bij de viool worden veroorzaakt door staande golf resonanties in de klankkast en resonanties van het achterblad.
- Ook de ocarina werkt met een resonantieholte.
- De Helmholtzresonator wordt ook toegepast in akoestische filters zoals geluiddempers. In bijgaande tekening zorgen twee resonators aan beide zijden van de uitlaat van een verbrandingsmotor voor de demping van het geluid welke zich uitstrekt over een frequentieband van meer dan één octaaf aan beide zijden van de resonantiefrequentie.[5] Hetzelfde principe wordt ook gebruikt in zogenaamde knalpotten.